# Providence (Guyana)
Providence is een dorp in Guyana in de Demerara-Mahaica regio. Het dorp ligt aan de Demerara en bevindt zich ongeveer 4 kilometer ten zuiden van de hoofdstad Georgetown. Het is bekend van Providence Stadium, het grootste sportstadion van Guyana, dat voornamelijk gebruikt wordt voor cricket wedstrijden. Providence had 621 inwoners in 2012.
In 2021 is begonnen met de constructie van een nieuwe brug met 2x2 rijstroken over de Demerara-rivier ter vervanging van de Demerara Harbour Bridge, een 1.850 meter lange pontonbrug uit 1978, die overbelast is. De brug zal aansluiten op de hoofdweg bij het Ramada Hotel in Providence, en zal Essequibo Islands-West Demerara met Demerara-Mahaica verbinden. De weg naar Georgetown zal worden verbreed tot een 2x2 weg.
Beterverwagting · Buxton · Georgetown · Paradise · Providence · Soesdyke · St. Cuthbert's Mission · Timehri · Triumph · Victoria